# Mireia Vehí
Mireia Vehí i Cantenys, née le 9 février 1985 à Vilafant, est une femme politique catalane. Elle est députée au Parlement de Catalogne pour la Candidature d'unité populaire (CUP) de 2016 à 2017.

## Biographie

### Carrière et activités militantes
Mireia Vehí i Cantenys est née en 1985 à Vilafant, dans l'Alt Empordà, commune dont sa mère, Consol Cantenys, est maire depuis 2011.
Après avoir étudié à Grenade, elle devient sociologue à l'université autonome de Barcelone, spécialiste des migrations, des droits humains, du genre et de l'interculturalité. Elle travaille également au Centre d'études africaines et interculturelles de Barcelone, puis pour le programme BCN Interculturalité de la mairie de Barcelone en 2015.
Elle milite au sein de différents mouvements sociaux. Elle participe au mouvement okupa à Grenade entre 2007 et 2010, puis est membre de l'assemblée du quartier de Poble-sec à Barcelone. Elle milite également pour des mouvements féministes, et pour des mouvements de défense des droits des étrangers. Elle est notamment porte-parole de la plateforme Tanquem els CIE à Barcelone en 2014, qui milite contre les centres d'internement d'étrangers.
Elle s'installe à Sabadell en 2015, et soutient la coalition de gauche radicale Crida per Sabadell (ca) lors des élections municipales de mai 2015.

### Députée au Parlement de Catalogne
Lors des élections au Parlement de Catalogne du 27 septembre 2015, Mireia Vehí est placée en huitième position sur la liste de gauche radicale indépendantiste de la Candidature d'unité populaire (CUP) dans la circonscription de Barcelone, et n'est pas élue. En janvier 2016, quatre députés de la CUP démissionnent pour des motifs différents à la suite du pacte avec Ensemble pour le oui, et Mireia Vehí entre alors au Parlement.
Au Parlement, elle est porte-parole de la CUP auprès des commissions de l'intérieur, du travail et de la sécurité routière. Elle est également membre de la commission d'étude sur l'entrepreneuriat et les travailleurs autonomes. Première femme à faire partie de l'équipe dirigeante de la commission de l'intérieur, en tant que porte-parole de son groupe politique, elle est confrontée à un domaine considéré comme masculin, où la légitimité des femmes n'est pas acquise.
En 2016, elle participe à la commission conjointe chargée de rédiger la proposition de loi sur la protection sociale catalane, avec Albert Botran (CUP), Chakir El Homrani et Natàlia Figueras (ca) (Ensemble pour le oui). Il s'agit de la première des trois lois de déconnexion qui doivent rendre possible l'indépendance de la Catalogne en créant les structures du futur État. La proposition de loi est déposée au Parlement en mai 2016.
En mars 2016, Mireia Vehí est expulsée de Turquie, alors qu'elle se rendait avec une autre militante à une manifestation féministe à Diyarbakır, dans le Kurdistan turc, à l'occasion de la Journée internationale des femmes.
Elle perd son siège de député lors de la dissolution du Parlement catalan le 28 octobre 2017 et la mise en application de l'article 155 de la Constitution espagnole.

### Membre du Congrès des députés
Le 10 novembre 2019, lors des élections générales anticipées, elle est élue députée au Congrès des députés, la chambre basse des Cortes Generales, au titre de la circonscription électorale de Barcelone, et y siège à partir du 3 décembre 2019.